# Nimr an-Nimr

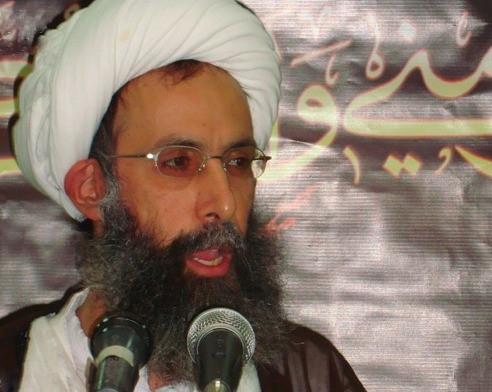
Nimr Baqir an-Nimr (2009)

Nimr Bāqir Amīn an-Nimr (arabisch نمر باقر أمين النمر Nimr Bāqir Amīn an-Nimr; * 1959 in al-Awamia; † 2. Januar 2016 in Saudi-Arabien) war ein saudi-arabischer schiitischer Kleriker (Ajatollah) und Bürgerrechtler in der östlichen Provinz asch-Scharqiyya.
Er war ein Anführer der regierungskritischen Proteste im Jahr 2011. An-Nimr wurde wegen Aufruhrs und weiterer Delikte zum Tode verurteilt. Seine Hinrichtung löste heftige Proteste von Schiiten im Iran und anderen Ländern aus und führte zu einer deutlichen Verschlechterung der Beziehungen zwischen Iran und Saudi-Arabien sowie weiteren Ländern.

## Leben
Die Grund- und Sekundarschule besuchte er in seinem Geburtsort. An-Nimr verbrachte nach dem Schulabschluss ab 1980 insgesamt zehn Jahre im Iran für ein Studium der Islamischen Gelehrsamkeit. Anschließend setzte er sein Studium in Syrien fort.
An-Nimr war ein bekannter schiitischer Kleriker in Saudi-Arabien; auch in Bahrain war er populär. Über Jahre hinweg war er Freitagsprediger in der schiitischen Stadt al-Awamia und trug den Titel Ajatollah. Zu Beginn des Arabischen Frühlings 2011 führte Nimr Proteste gegen die Regierung an. Bei den Demonstrationen 2011 rief er ausdrücklich zur Gewaltlosigkeit auf. Al-Nimr prangerte die Benachteiligung der Schiiten im Land an und forderte volle Bürgerrechte für Schiiten. Er galt zudem als erklärter Kritiker des Königshauses der Saud. Im Oktober 2011 kamen bei Zusammenstößen zwischen Polizei und Angehörigen der schiitischen Minderheit im Osten des Königreichs mindestens 14 Menschen ums Leben.
Bei seiner Verhaftung am 8. Juli 2012 in al-Awamia wurde er angeschossen – Bilder des mit einem blutbefleckten weißen Tuch bedeckten an-Nimr auf einer Autorückbank liegend wurden verbreitet. Seine Festnahme führte zu erneuten Demonstrationen, bei denen mindestens zwei Protestierende von Sicherheitskräften erschossen wurden. Während seiner Haft verstarb seine Frau in einem New Yorker Krankenhaus, woraufhin an-Nimr in den Hungerstreik trat.
Im Oktober 2014 verurteilte ihn ein Gericht zum Tode wegen Anstiftung zum Aufruhr, Volksverhetzung, Vandalismus auf dem Baqi-Friedhof und Gehorsamsverweigerung gegenüber muslimischen Autoritäten in Qatif, der schiitischen Hochburg Saudi-Arabiens und Hafenstadt am Persischen Golf. Es gab Anfang November 2014 widersprüchliche Meldungen in der arabischen Presse über eine Begnadigung. Am 2. Januar 2016 wurde er mit 46 weiteren zum Tode Verurteilten hingerichtet.

## Hintergrund
Die schiitische Minderheit in Saudi-Arabien, wo der sunnitische Islam in seiner rigiden wahhabitischen Auslegung Staatsreligion ist, ist einer systematischen Diskriminierung ausgesetzt. Der Grund hierfür sind nicht nur religiöse Differenzen. Die Schiiten werden von den saudi-arabischen Autoritäten kollektiv verdächtigt, mit dem Iran zu sympathisieren, der der politische Erzrivale Saudi-Arabiens in der Golfregion ist.
Im Februar 2012 wurde der damals 17 Jahre alte Neffe Nimrs, Ali an-Nimr, festgenommen. Ihm wird vorgeworfen, bewaffnet an Demonstrationen teilgenommen zu haben. Ali al-Nimr wurde zum Tode verurteilt. Im September 2015 bestätigte ein Berufungsgericht Ali al-Nimrs Schuldspruch, der vielfach kritisiert wird.

## Reaktionen auf die Hinrichtung
Als Reaktion auf die Hinrichtung Nimr Bāqir an-Nimrs stürmte noch am selben Tag eine Gruppe von Iranern die saudische Botschaft in Teheran und setzte sie teilweise in Brand. Der iranische Außenamtssprecher Dschaber Ansari betonte, „anstatt sich mit den (IS-)Terroristen zu beschäftigen, die die Region und die ganze Welt gefährden, lassen die Saudis eine Persönlichkeit wie Al-Nimr hinrichten“. In der Folge brach Saudi-Arabien am 3. Januar 2016 die diplomatischen Beziehungen zum Iran ab und forderte alle iranischen Diplomaten auf, das Land binnen 48 Stunden zu verlassen. Am 4. Januar folgten Bahrain und der Sudan diesem Schritt und brachen die diplomatischen Beziehungen zum Iran ebenfalls ab, während die Vereinigten Arabischen Emirate ihren Botschafter aus dem Iran abzogen und ihre Vertretung im Iran sowie die Anzahl der in den V.A.E. aufhältigen iranischen Diplomaten verkleinerten.
Der UN-Hochkommissar für Menschenrechte, Seid al-Hussein, kritisierte die Vollstreckung der Todesstrafe. Weder bei dem schiitischen Geistlichen noch bei anderen der insgesamt 47 Hingerichteten seien die strengen Maßstäbe internationalen Rechts für die Todesstrafe erfüllt gewesen, sagte er in Genf.
Irans oberster Staatsführer, Ali Chamene’i, betonte, dass „das zu Unrecht vergossene Blut dieses Märtyrers sehr bald Konsequenzen haben“ […] und „die Hand Gottes Rache an der saudi-arabischen Führung nehmen“ werde.